# Quintanasolmo
Quintanasolmo, conegut també com Quintanas Olmo o Quintanas-Olmo, és un petit nucli de població situat a 800 metres d'altitud al centre del municipi de Valderredible. El nom del poble fa referència a les antigues granges que hi havia prop dels boscos d'alzines que l'envolten. Està documentat amb el nom de Quintana Solmo des del 1352.
Per accedir-hi, cal prendre la carretera CA-272 Pozazal-Polientes i desviar-se abans d'arribar a la capital municipal. Al 2012, aquesta localitat comptava només amb un habitant. Després d'un període de despoblament, el poble està recuperant part de la seva població.
Al sud del poble, aïllada de l'àrea urbana, es troba l'església de la Puríssima Concepció, que ja no celebra cerimònies religioses. Es creu que és d'estil romànic tardà, s'ha deteriorat i és un testimoni del passat històric de la localitat. Prop de l'església, en una localitat anomenada «El Soto», es poden trobar vestigis d'una necròpolis que pertany a l'època de l'Alta Edat Mitjana. Aquesta necròpolis conté dues tombes antropomòrfiques excavades en una roca, que són testimonis de l'antic passat d'aquest lloc.
El novembre de 2017, es va produir el robatori de la campana de l'església, juntament amb altres campanes en temples de Burgos i Palència. Aquesta campana de bronze, amb un pes estimat de 150 a 200 quilos, tenia un gran valor sentimental per als habitants locals. A finals de la dècada dels 50, el rector de Valderredible va intentar portar-se la campana per protegir-la durant l'emigració del poble, però el cuidador del temple va aconseguir que el sacerdot la retornés.